# Јован Жујовић
Јован Жујовић (Брусница, 18. октобар 1856 — Београд, 19. јул 1936) био је српски геолог, универзитетски професор, политичар и академик. Жујовић је оснивач геолошке науке у Србији, пионир краниологије у Србији. Био је професор Београдског универзитета, председник Српске краљевске академије и први председник Српског геолошког друштва.

## Биографија
Рођен је у Брусници као син начелника округа Рудничког Младена М. Жујовића (1811—1894) и Јелене, рођене Данић. Основну школу завршио је у Неменикућама и Београду, а гимназију у Београду, а затим Природно-математички одсек Велике школе (1877). После тога је завршио Факултет наука - природњачки одсек у Паризу, студирао је и на Антрополошкој школи у Паризу.
Као први школовани геолог у Србији, изабран је 1880. године за суплента на Катедри за минералогију са геологијом на Великој школи у Београду. Овим је зачета савремена геолошка школа у Србији. Осим минералогије и геологије, почео је и предавања из палеонтологије. Из Париза је донео први поларизациони микроскоп и увео микроскопска испитивања наших стена. Редовни професор Велике школе постао је 1883. За релативно кратко време (1880—1900) израдио је геолошку карту Србије и написао основне уџбенике из геологије. Основао је Геолошки завод Велике школе (1889), покренуо први геолошки часопис у Србији „Геолошки анали Балканскога полуострва“ (1889), основао Српско геолошко друштво (1891). И све што је тада Жујовић основао постоји и данас. Он је један од оснивача Музеја српске земље (данашњи Природњачки музеј у Београду). Увео је агрогеологију на Пољопривредном факултету, за чије оснивање је такође веома заслужан. Предавао је примењену геологију на Техничком факултету после Првог светског рата. Своје научне радове штампао је у многим иностраним и домаћим публикацијама.
Био је један од чланова оснивача и члан прве Управе Српског археолошког друштва 1883. године.
Активно се бавио политиком. Био је члан Сената (1901). Министар просвете и црквених дела био је у два наврата, од 16. маја до 30. јула 1905. и 11. октобра 1909. до 12. септембра 1910. године. Министар иностраних дела Србије био је од 30. јула до 2. децембра 1905. године.
Приликом оснивања Српске краљевске академије краља Милан Обреновић је 5. априла 1887. указом именовао првих 16 чланова академије. Међу њима је био Јован Жујовић, као најмлађи. Према тадашњим обичајима постао је секретар академије. После смрти Стојана Новаковића постао је 2. априла 1915. председник Српске краљевске академије. Ову функцију је обављао шест година, до 1921. године.
Приликом оснивања Београдског универзитета 1905. изабран је за редовног професора, једног од осам који су затим бирали цео остали наставни кадар универзитета. Такође, приликом свечаног отварања универзитета, држао је говор у име Српске краљевске академије.
Био је специјални изасланик српске владе у Паризу за време Првог светског рата у мисији организовања српских школа за избегле ђаке и скупљање помоћи.
Био је ожењен Станом (1865—1889), ћерком пуковника Косте Бучовића и Софије. Стана је била дворска дама краљице Наталије, нису имали деце. Умро је 19. јула 1936. у Београду.
Његово дело „Камено доба“ осим свог значаја које је до сада имало, добило је на важности тиме што је постало прва књига на српском језику која је у електронском облику постављена на „Пројекат Гутенберг“.
Био је члан и Југословенске академије знаности (1886), Мађарског геолошког друштва (1886), Кијевског јестаственичког друштва (1887) и Мађарске академије наука (1894). Одликован је Орденом Светог Саве првог и трећег степена, Орденом Белог орла четвртог степена, француским орденима Officer de l'Academie, Grand officer de l'ordre national de la Legion d'honneur и бугарским орденом за грађанске врлине. Више фосила названо је његовим презименом.

## Радови из антропологије
Уз чланке о геологији и палеонтологији, познати су и његови радови из области антропологије. У свом делу „Камено доба“, које је објављено 1893. године, цитирајући претежно француске научнике, дао је преглед оновремених најсавременијих знања и из палеоантропологије од најстаријих почетака до краја неолитске епохе. Нешто касније, између 1927. и 1929. године, у делу „Постање Земље и наше домовине (I - II)“, обрађена је и биолошка прошлост Земље почев од раздобља у ком је настао прачовек. - У овом делу је значајно његово велико интересовање за простор Балканског полуострва.

## Планинарство
Био је један од првих планинара Србије. Почео је да се бави планинарством 1872. у швајцарским Алпима за време школовања у Цириху. По повратку у земљу остварио је до 1893. успоне на на већину планинских врхова у Србији, јер је као геолог по природи био и планинар. Пењао се и на врхове Урала и Кавказа.
Главни је иницијатор, један од оснивача (14. јуна 1901), први и дугогодишњи председник Српског планинарског друштва у Београду. Његовим настојањем после Првог светског рата, друштво је обновљено, па га је изабрало за доживотног председника.
|  | Било је времена када је васељена била пуна небесних тела, али наше земље у њој није било. И било је времена када се наша земља створила, али на њој не беше ни биља ни животиња. Па насташе времена, када је на земљи било разнога биља и разних животиња, али никаквих људи није било... Земља наша има дакле врло дуготрајну историју, која величином и разноликошћу својом далеко превазилази историју целога човештва и свију појединих народа. |
|  | — Јован Жујовић |

## Дела
Међу његова значајнија дела убрајају се:
- , 1886, Wien;
- Петрографска минералогија, 1887;
- Петрографија I-III, 1889, 1895;
- Основи за геологију Краљевине Србије, 1889;
- , 1893, ;
- , 1893, ;
- Геологија Србије I-II, 1893, 1900;
- Геолошка грађа околине села Бољетина, 1921;
- Поуке из геологије, 1922;
- Општа геологија, 1923;
- , 1924;
- Постање земље и наше домовине I-II, 1927, 1929;
- Снабдевање села водом. Извори и бунари, 1931.

## Галерија
- из Геолошке карте краљевине Србије
- Жујовић у Француској, 1916.
- Спомен биста у порти цркве у Неменикућама
- Гроб Жујовића (Ново гробље, Београд)